# Zasław (stacja kolejowa)
Zasław (ukr. Ізяслав) – stacja kolejowa w miejscowości Zasław, w rejonie szepetowskim, w obwodzie chmielnickim, na Ukrainie. Położona jest na linii Szepetówka – Tarnopol.
Stacja istniała w okresie międzywojenny.